# Routledge Encyclopedia of Philosophy
Routledge Encyclopedia of Philosophy (REP) ist eine englischsprachige Philosophie-Enzyklopädie. Sie ist eines der umfangreichsten und bedeutendsten Nachschlagewerke für Philosophie. Der Herausgeber ist Edward Craig. In der ersten, 1998 bei Routledge erschienenen Auflage, umfasst sie 10 Bände. Die über 2000 Einträge behandeln Begriffe wie auch Personen und wurden von über 1200 Wissenschaftlern erstellt. Diese Ausgabe liegt auch als CD-ROM-Ausgabe vor.
Neben den Schwerpunkten der anglo-amerikanischen Philosophie enthält die Enzyklopädie auch mehr als 400 Artikel zur chinesischen, japanischen, koreanischen, indischen, tibetischen, jüdischen, arabischen, islamischen, russischen, lateinamerikanischen und afrikanischen Philosophie.
Auf das zehnbändige Werk folgten zwei einbändige Ausgaben: Die 1999 veröffentlichte Concise Routledge Encyclopedia of Philosophy besteht aus den einleitenden Zusammenfassungen der 2000 Einträge der REP. Die 2005 veröffentlichte Shorter Routledge Encyclopedia of Philosophy enthält nur 900 Einträge. Diese sind jedoch ausführlicher als die des Concise Routledge.
Seit 2002 gibt es REP Online 2.0, die auf der 10-bändigen Ausgabe basiert, jedoch kontinuierlich aktualisiert und ergänzt wird. Manche wissenschaftlichen Bibliotheken gewähren ihren Benutzern den Zugriff von zuhause aus auf die Datenbank oder auf die ältere E-Book-Ausgabe des Werks.

## Ausgaben
- Edward Craig (Hrsg.): Routledge Encyclopedia of Philosophy. London/New York 1998, ISBN 978-0-415-07310-3.
- Edward Craig (Hrsg.): The Concise Routledge Encyclopedia of Philosophy. London/New York 1999, ISBN 978-0-415-22364-5.
- Edward Craig (Hrsg.): The Shorter Routledge Encyclopedia of Philosophy. London/New York 2005, ISBN 978-0-415-32495-3.
- Edward Craig (Hrsg.): Die kleine Routledge Enzyklopädie der Philosophie. deutsche Übersetzung von Wolfgang Sohst, xenomoi Verlag, Berlin 2010, ISBN 978-3-936532-99-9.

## Einzelbelege
1. ↑   Wolfgang Erb: Rezension zu Routledge encyclopedia of philosophy